# オームデン
オームデン（ドイツ語: Ohmden）は、ドイツ連邦共和国バーデン＝ヴュルテンベルク州シュトゥットガルト行政管区のエスリンゲン郡に属す町村（以下、本項では便宜上「町」と記述する）である。この町はシュヴェービシェ・アルプの麓に位置する。この町はシュトゥットガルト地方（1992年まではミッテレラー・ネッカー地方）およびシュトゥットガルト大都市圏に属す。オームデンはヴァイルハイム・アン・デア・テック行政共同体に属している。

## 地理

### 位置
オームデンの町域は、西北西のネッカー川上流と北のフィルス川よりもむしろ南東のアルプトラウフ近くに位置している。名前の由来となった集落は、主にトリンクバッハ川右岸に位置している。この川は隣のキルヒハイムでリンダハ川に注いでいる。この町はニュルティンゲンから東に直線距離で 5-6 km、郡庁所在地のエスリンゲン・アム・ネッカーからは南東に約 19 km 離れている。

### 隣接する市町村
この町は、北はシュリアーバッハ北東はハッテンホーフェン、東はツェル・ウンター・アイヒェルベルク（以上３町村はいずれもゲッピンゲン郡）、南はホルツマーデン、西はキルヒハイム・ウンター・テック（ともにエスリンゲン郡）と境を接している。

### 自治体の構成
自治体オームデンには、オームデン地区とリンデンホーフ、タルホーフが属している。

### 土地利用
2020年現在のこの町の用途別土地面積および占有率は以下の通りである。
| 用途         | 面積 (ha) | 占有率 (%) |
| ------------ | --------- | ---------- |
| 住宅用地     | 31        | 5.6        |
| 商工業用地   | 3         | 0.5        |
| レジャー用地 | 17        | 3.1        |
| 交通用地     | 24        | 4.3        |
| 農業用地     | 306       | 55.2       |
| 森林         | 155       | 27.9       |
| 水域         | 2         | 0.3        |
| その他       | 17        | 3.1        |
| 合計         | 555       | 100.0      |

## 歴史

### 中世
町域内の列状墓地は、オームデンにメロヴィング朝時代から集落があったことを意味している。地名のオームデンは、古高ドイツ語の âmat に由来する。これは二番刈りの干し草を意味する Öhmd のことである。この語から歴史の中で様々なバリエーションが生まれた。たとえば、Amindon、Ameden、Aymden、Ombden である。オームデンは、シュヴァルツヴァルトの聖ペーター修道院の羊皮紙の巻物に1125年に初めて Amindon im Rotulus San Petrinus として記録されている。これは財産管理目録で、ツェーリンゲン公コンラートがこの村を修道院に寄贈する旨が書かれている。最終的にこの村はアーデルベルク修道院の所有となった。遅くとも1381年にはヴュルテンベルク伯がオームデン全域の高権を所有していた。ヴュルテンベルクは、中世後期から近世の初めに宗教上および世俗の領主権を徐々に放棄し、キルヒハイム・ウンター・テックのアムトに村を委任していった。

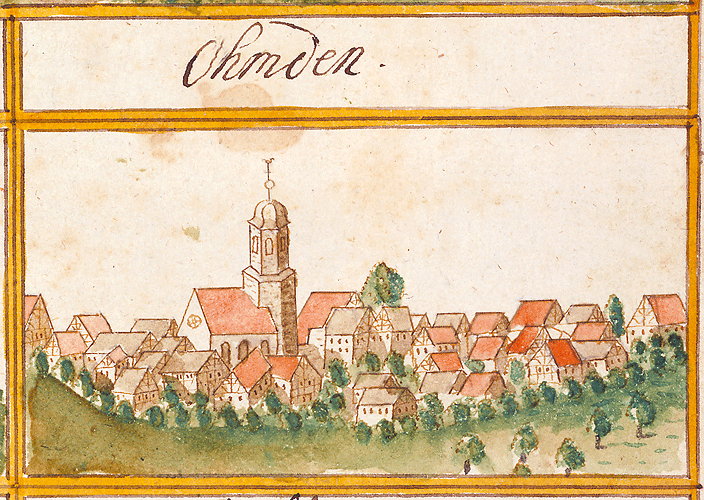
アンドレアス・キーザーによって描かれた1683年頃のオームデン

### 近世以後
1525年のこの集落は41軒で構成されていた。当時起こった農民戦争がオームデンの数人の住民に対しても蜂起を促した。イェルク・ハネという人物とその妻アナ・フレンツィンが服従を拒否し、とりなしの末に2人の子供達とともに忠誠を誓い、それでも領邦外に追放されたという話が伝わっている。徴税簿によれば、1730年頃のオームデンには倉庫付きの家屋が48軒、倉庫のない家屋が15軒あったが、その多くは粗末なものであったり老朽化したりしていた。
19世紀初めのヴュルテンベルク王国建国の際もオームデンの帰属はオーバーアムト・キルヒハイムのままであった。ナチ時代のヴュルテンベルクの郡再編によりオームデンは1938年にニュルティンゲン郡に編入された。1945年から1952年までは、1945年にアメリカ管理地区に設けられたヴュルテンベルク＝バーデン州に属した。1952年に新たに成立したバーデン＝ヴュルテンベルク州に組み込まれた。1973年の郡再編以後オームデンはエスリンゲン郡の一部となっている。

## 住民

### 宗教
宗教改革以後、オームデンでは福音主義が主流である。現在でも住民の多数は福音主義を信仰している。福音主義教会組織は福音主義ヴュルテンベルク州教会のキルヒハイム・ウンター・テック教会管区に属している。2002年以後カトリックの聖マルクス教会センターが設けられ、定期的にカトリックの宗教行事が行われている。聖マルクス教会組織はキルヒハイム・ウンター・テックの聖ウルリヒ教会の下部組織にあたる。

### 人口推移
19世紀以前の数値は徴税簿に基づき推定される概数である。
| 年         | 1525 | 1617 | 1634 | 1655 | 1725 | 1803 | 1834 | 1861 | 1900 | 1939 | 1946 | 1961  | 1970  | 1980  | 1995  | 2000  | 2005  | 2010  | 2015  | 2020  |
| ---------- | ---- | ---- | ---- | ---- | ---- | ---- | ---- | ---- | ---- | ---- | ---- | ----- | ----- | ----- | ----- | ----- | ----- | ----- | ----- | ----- |
| 人口（人） | 185  | 304  | 200  | 102  | 300  | 508  | 621  | 655  | 649  | 611  | 865  | 1,026 | 1,249 | 1,611 | 1,733 | 1,704 | 1,714 | 1,722 | 1,719 | 1,734 |

## 行政

### 議会
オームデンの町議会は10議席からなる。町議会はこれらの選出された議員と議長を務める町長で構成される。町長は町議会において投票権を有している。

### 首長
- 1952年 - 1986年 ヴァルター・クレーナー（無所属）[7]
- 1987年 - 2010年 マンフレート・メルクレ（無所属）[8]
- 2010年 - 2018年 マルティン・フンク (SPD)

2017年12月にフンクはアルトバッハの新市長に選出された。
- 2018年 - バルバラ・ボルン（無所属）

ボルンは第1回投票で 79.2 % の支持票を獲得して町長に選出された。

### 紋章
オームデンの紋章は、黄色地で、黒い蹄鉄の下に、6つの突起がある黒い星が描かれている。その由来については、よく判っていない。蹄鉄はおそらく、馬の生産が多かったことを意味している。この解釈は、ネルトリンゲンの戦い後の1634年に125頭の馬がこの村から徴発されたことからも裏付けられる。これは村の規模に対して莫大な数である。星は、ヴュルテンベルクに多くある蹄鉄をシンボルとして紋章に用いている他の町村と区別するために描かれているだけで、歴史的な意味がないことは確かである。
1765年の印章は、街の頭文字である「O」の上に鹿の角が描かれたものであったが、1800年の印章には蹄鉄が描かれている（ただし、星はない）。現在の紋章は1973年12月11日に内務省の認可を得た。

### 姉妹自治体
- モダーヌ（フランス語版、英語版）（フランス、サヴォワ県）2008年[11]

## 経済と社会資本

### 教育
オームデンには幼稚園1園と基礎課程学校1校がある。基礎課程学校には、「緑の教室」として利用される建設車両、広い休憩所、運動場、おもちゃが格納されたガレージ、サッカーゴール、砂場、多くの樹木がある。年長の生徒は、上級の学校で学ぶために近隣市町村に通う。

## 文化と見所

### 建築
特別な見る価値があるのが、1681/83年に建設された福音主義教区教会の聖コスマスおよびダミアン教会である。この教会にはトーマス・シックによる4枚の祭壇画があり、聖コスマスと聖ダミアンの2人の聖人の生涯からそのシーンが描かれている。これらは1500年に製作された。この祭壇画は先代の教会のために描かれたものである。

### 化石採掘場
採掘場のポジドニエンシーファーから発見された化石は、ハウフ古代博物館に展示されている。

## 関連図書
- Rudolf Moser, ed (1842). “Gemeinde Ohmden”. Beschreibung des Oberamts Kirchheim. Die Württembergischen Oberamtsbeschreibungen 1824–1886. Band 16. Stuttgart / Tübingen: Cotta’sche Verlagsbuchhandlung. pp. 234–237
- Hans Schwenkel (1953). Heimatbuch des Kreises Nürtingen. Band 2. Würzburg. pp. 992–1005
- Landesarchiv Baden-Württemberg i. V., Landkreis Esslingen, ed (2009). Der Landkreis Esslingen, Band 2. Ostfildern: Jan Thorbecke Verlag. p. 325. ISBN 978-3-7995-0842-1
- Walter Kröner (1997). Ohmdener Schicksale – 1920 bis 1950. Ohmden